# Охвостье
Охво́стье (англ. Rump Parliament) — принятое в исторической литературе название английского парламента в период с 1648 по 1652 год.
«Охвостье» (англ. rump) обычно означает круп, то есть задний конец животного; в настоящее время использование данного термина, означающее «остаток» от фактически законного парламента, может применяться для обозначения представительного органа власти с чертами, характерными для состояния Парламента Англии в 1648—1652 годах.
В результате Прайдовой чистки Долгого парламента 6 декабря 1648 года все антиармейски настроенные депутаты-пресвитерианцы были изгнаны из Парламента, тем самым от Долгого парламента осталось Охвостье. Охвостье 17 марта 1649 года на короткий исторический период упразднило британскую монархию, палату лордов и учредило республиканское правление (англ. Commonwealth). Кромвель, которого Охвостье назначило 26 мая 1650 года главнокомандующим вооружёнными силами республики («лордом-генералом»), 20 апреля 1653 года разогнал «Охвостье».

## Восстановление Охвостья
После смерти Оливера Кромвеля 3 сентября 1658 года его третий сын Ричард Кромвель вступил в должность лорда-протектора Англии, Шотландии и Ирландии. Он собирает так называемый «Парламент Третьего Протектората» в 1659 году. Тем не менее, наряду с армией, парламент не смог сформировать стабильное правительство, и после семи месяцев армия отстранила его. Так, Ричард Кромвель через восемь месяцев после вступления в должность добровольно подал в отставку 25 мая 1659 года. 6 мая 1659 года парламент Третьего Протектората переформировался[прояснить] в Охвостье. В некоторых источниках это значится как Восстановленное Охвостье.